# Parmigianino
Girolamo Francesco Maria Mazzola (11. januar 1503 – 24. august 1540) var en fremtrædende italiensk manieristisk maler og gravør. Han kendes også som  Francesco Mazzola og mere almindligt som Parmigianino – et kælenavn der betyder (”den lille fra Parma). Parmigianino var aktiv i Firenze, Rom, Bologna og sin fødeby Parma. Hans stil er kendetegnet ved langstrakte former og omfatter værker som f.eks. Hieronymus visioner (1527) og Madonna med den lange hals (1534)